# Administração Nacional de Estradas

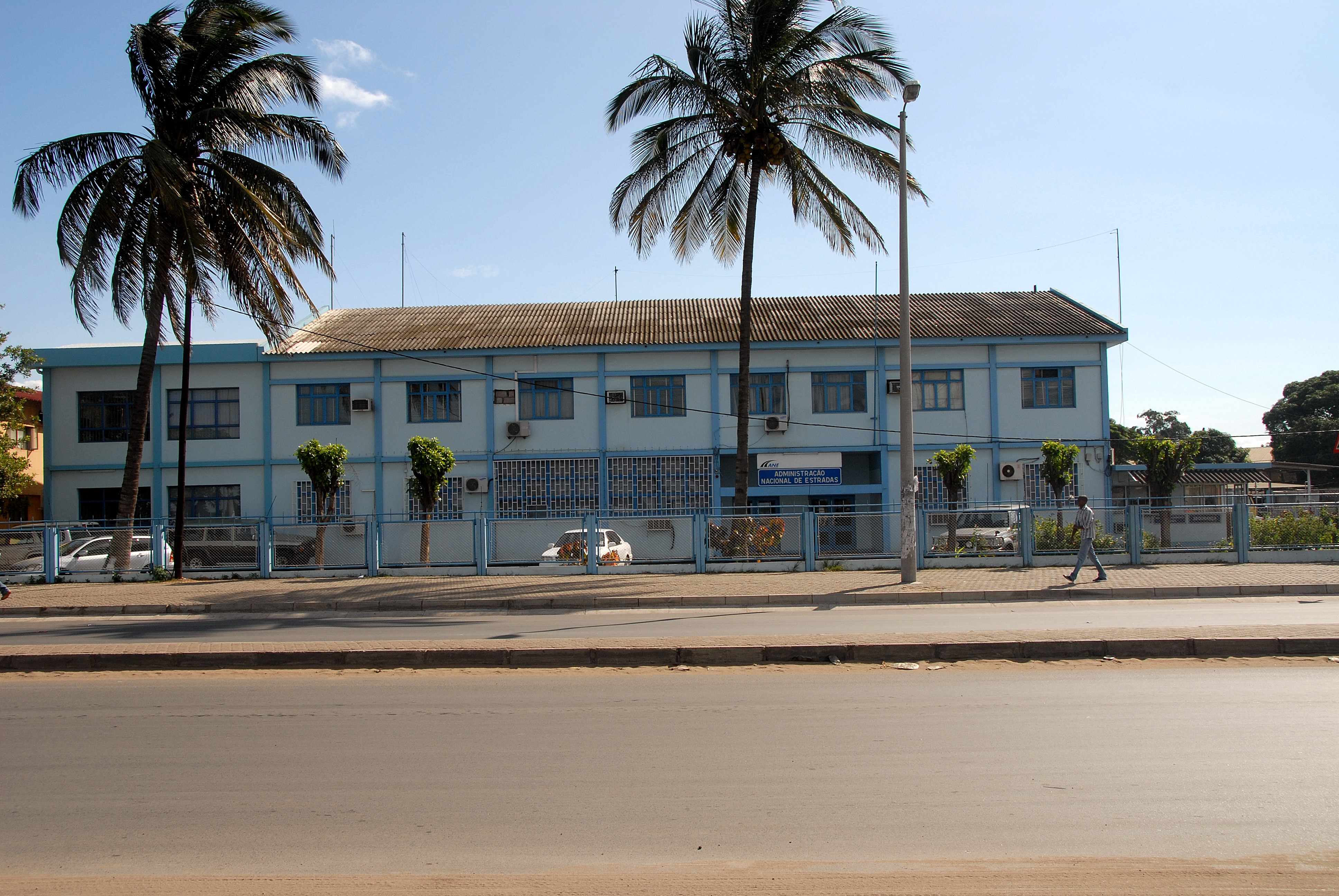
Vista frontal da sede da ANE em Maputo

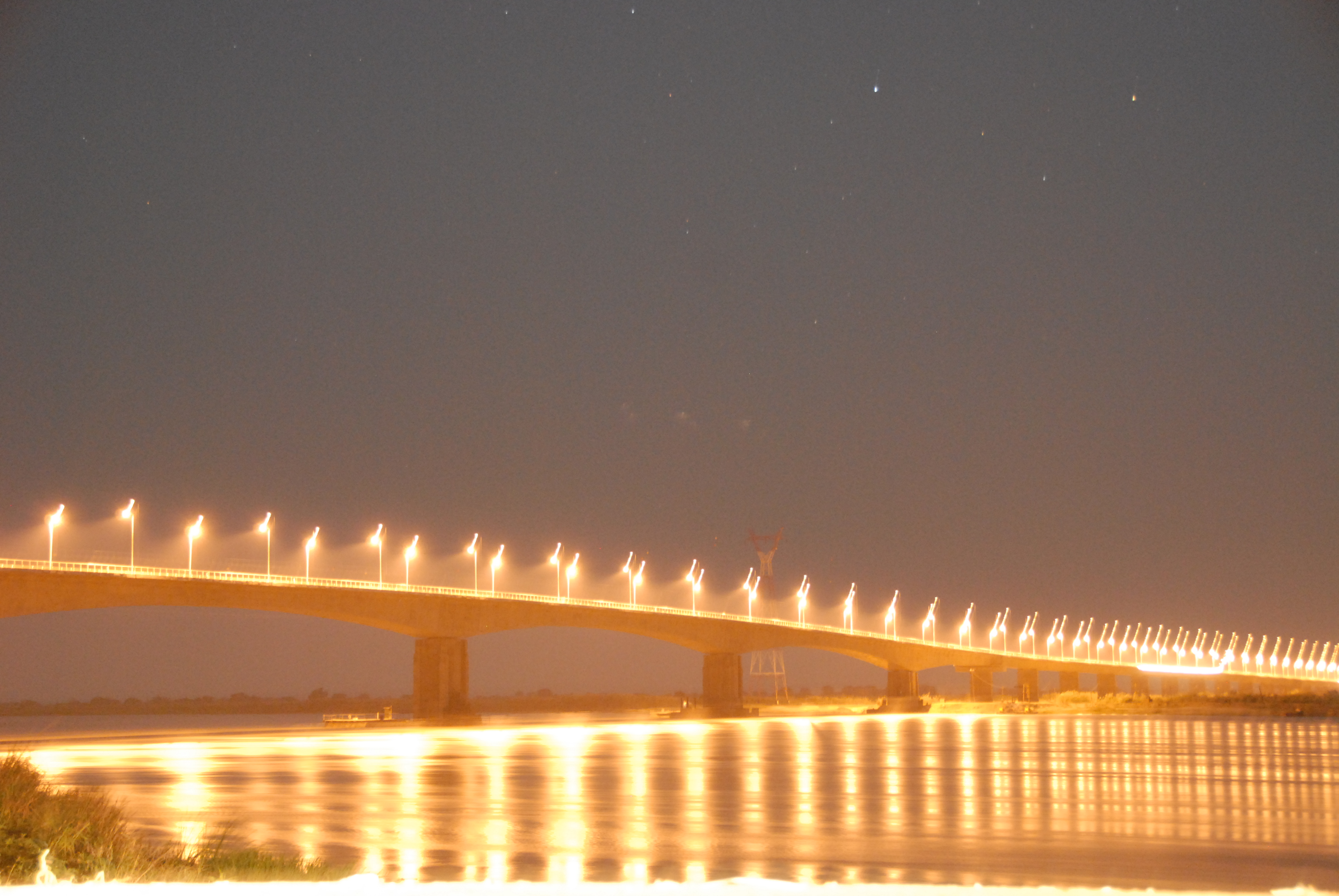
Ponte Armando Guebuza, sobre o Rio Zambeze, entre Caia e Chimuara

A ANE (Administração Nacional de Estradas), é uma instituição pública autónoma moçambicana, responsável pela gestão da rede de estradas classificadas do país, num total de 30.056 km.
A instituição é dirigida por um Director Geral, baseado em Maputo, e é representada por delegações provinciais.
O actual Director Geral da ANE é o Eng. Marco Alexandre Benjamim Vaz dos Anjos.

## Breve historial
Administração Nacional de Estradas (ANE) foi criada pelo decreto 15/99 de 27 de Abril de 1999, como instituição pública dotada de personalidade jurídica e autonomia administrativa e financeira, tutelada pelo Ministro das Obras Públicas e Habitação. O mesmo decreto aprova os respectivos Estatutos Orgânicos.
Em 2003 ocorrem reformas do sector de estradas que culminam com a redefinição de competências para ANE, através do decreto 23/2003, de 20 de Maio. Estas reformas definem ainda a criação do Fundo de Estradas, que passa a assegurar as operações financeiras do sector, cabendo a ANE a parte de implementação dos projectos.
Em 2007 ocorrem novas reformas através do decreto 13/2007, de 30 de Maio, cuja finalidade era ajustar os órgãos da ANE aos novos desafios trazidos pelo Programa Integrado do Sector de Estradas (PRISE).

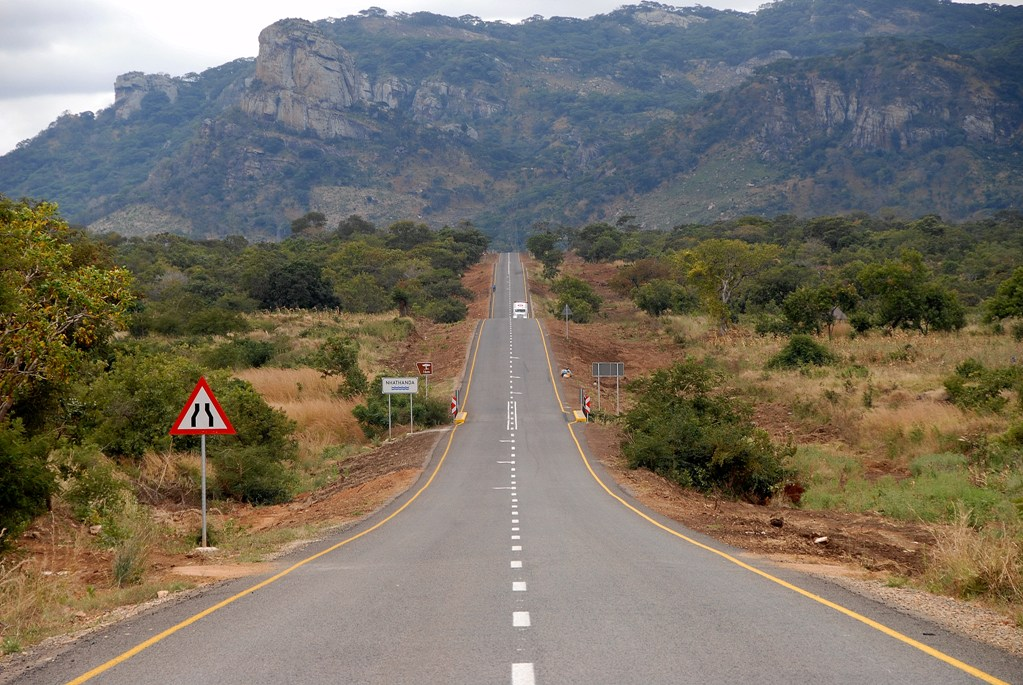
Troço entre Vanduzi e Changara, N7, Centro de Moçambique

## Estrutura da rede de estradas
A estrutura da rede de estradas classificadas é a seguinte:
| Classificação | Pavimentadas (km) | Não pavimentadas (km) | Total (km) |
| ------------- | ----------------- | --------------------- | ---------- |
| Primária      | 4 728             | 1 243                 | 5 971      |
| Secundária    | 838               | 4,078                 | 4 915      |
| Terciária     | 667               | 11 936                | 12 603     |
| Vicinal       | 54                | 6 513                 | 6 567      |
| Total         | 6 286             | 23 770                | 30 056     |